# In Harm's Way (reality show)
In Harm's Way é um reality show da rede de televisão The CW, que estreou em 14 de Setembro de 2008.